# Bahnhof Herbede
Der Bahnhof Herbede befindet sich an der Ruhrtalbahn in der ehemaligen Gemeinde Herbede, heute ein Stadtteil von Witten.
Herbede erhielt am 1. Juni 1874 den Anschluss an die Ruhrtalbahn, die von der Bergisch-Märkischen Eisenbahn-Gesellschaft durch das Ruhrtal von Essen bis nach Hagen verlegt worden war. Die Märkischen Blätter vom 11. Mai 1875 kündigten die Eröffnung den Haltepunkt an: „Am 15. d. Mts. werden die Haltestellen Bochum Gussstahlfabrik und Herbede a. d. Ruhr für den Personen-Verkehr – unter Ausschluß der Expedition von Gepäck – eröffnet.“
Das Bahnhofsgebäude wurde 1906 in Ostherbede eingeweiht. Das alte Bahnhofsgebäude ist noch erhalten. Es dient heute als Hotel.
Der Bahnhof gehörte 1938 zur Rangklasse III. Der Bahnhof verfügte über sieben parallele Gleise. Es gab eine Unterführung. Am 23. Mai 1971 wurde der Personenverkehr eingestellt, wenige Jahre später auch der Güterverkehr.
Der Bahnhof liegt auf dem Streckenabschnitt Hattingen (Ruhr)–Wengern Ost, der von der TouristikEisenbahnRuhrgebiet GmbH betrieben wird. In Herbede halten von April bis Oktober die Museumszüge des Eisenbahnmuseums Bochum.
Mit Stand 2021 war der Bahnhof ein Schwerpunkt für die Holzverladung; Ausbaupläne wurden diskutiert. In den kommenden Jahren soll es zu einer Reaktivierung der Ruhrtalbahn zwischen Hattingen und Wengern Ost für den SPNV kommen.